# 买买提吐尔逊·巴吾东
买买提吐尔逊·巴吾东（維吾爾語：待查‎，1946年—1997年）维吾尔族，新疆和田县人。维吾尔古典文学研究家、编辑家、翻译家、作家。

## 生平
1946年出生。1952年到1961年，在家乡的小学及中学学习。1961年到1972年，在和田县担任语文教师。1972年到1975年，在新疆大学中文系学习。毕业后，担任中国作家协会新疆分会《塔里木》（维吾尔文）杂志编辑。1985年，赴新疆人民出版社任职，后来担任《源泉》（维吾尔文）杂志副主编。被评为副编审。在《塔里木》杂志任职期间，他参与编辑评论、诗歌、散文、古典文学类的稿件。《源泉》为维吾尔族古典文学与民间文学季刊。他还曾任历史著作《在中国的战争》、《成吉思汗》以及维吾尔古典文学作品的责任编辑。他还开展文学创作并研究维吾尔古典文学。此后，他参与编纂《察合台语辞典》。他是中国人民政治协商会议第七届、第八届委员，中国作家协会新疆分会会员。
1985年，铁木尔·达瓦买提出任新疆维吾尔自治区人民政府主席。1988年，在他协调下成立了新疆维吾尔自治区十二木卡姆暨古典文学研究会，他亲任会长。在该时期，他又组织成立了新疆维吾尔自治区十二木卡姆艺术团。铁木尔·达瓦买提找来许多专家在北京参与整理十二木卡姆。买买提吐尔逊·巴吾东精通古典维吾尔语、波斯语、阿拉伯语、拉丁语、吾尔多斯语等语种，是十二木卡姆歌词组的成员中最重要的一位。十二木卡姆的歌词均为古维吾尔文，只有买买提吐尔逊·巴吾东这样的专家才能看懂。
买买提吐尔逊·巴吾东身患心脏病及严重的哮喘，在北京工作期间，因为劳累过度，两病同时发作，病情危急，时任全国人大常委会副委员长铁木尔·达瓦买提当即将他安排到北京协和医院住院治疗。买买提吐尔逊·巴吾东将全部资料搬到医院，坚持工作。因病情加剧，需要及时手术，铁木尔·达瓦买提又安排将他转到中国人民解放军空军总医院，且长时间在病房陪伴，亲自将他送进手术室，一直在手术室门口等候。铁木尔·达瓦买提说：“如果不知道买买提吐尔逊·巴吾东的手术情况，对他的病情不了解，我无论到了哪里也不能安心啊！”手术进行4个多小时，铁木尔·达瓦买提也在手术室门口等候4个多小时。
买买提吐尔逊·巴吾东在住院期间，从未停止工作。经过一年多的努力，在1996 年完成了十二木卡姆歌词的全部翻译和整理。1997年夏，十二木卡姆的13本书出版之后，铁木尔·达瓦买提当即打电话告知他，并且将这套书亲送到其病房。买买提吐尔逊·巴吾东接到书后，激动得流泪。数日后，买买提吐尔逊·巴吾东便病逝。